# International Law Commission
ILC leder hit. Den kyrkliga organisationen, se International Lutheran Council
International Law Commission, ILC, är FN:s folkrättskommission. Kommissionen grundades av FN:s generalförsamling 1947. Sedan 2007 är Marie Jacobsson ledamot i kommissionen. Bland annat har kommisionen i uppgift att kodifiera internationell sedvänja och folkrättsliga principer. Detta sker i rapporter som presenteras årligen, och inte sällan framställer kommissionen förslag till FN att anta deras rapporter som traktat.

## Kända ILC-rapporter
- Rapporten (1) om folkrättsliga principer (first report on general principles of law).[2]
- ILC:s guide för tillämpning av traktatsreservationer (ARSIWA).[3]

## Traktat som kommissionen åstadkommit
- Wienkonventionen om traktaträtten
- Vienna Convention on Succession of States in respect of Treaties
- Wienkonventionen om traktaträtten mellan stater och internationella organisationer eller internationella organisationer sinsemellan
- Draft Articles on the Responsibility of States for Internationally Wrongful Acts
- Internationella brottmålsdomstolen